# Прентлавкі
Прентлавкі (пол. Prętławki, нім. Prantlack) — село в Польщі, у гміні Семпополь Бартошицького повіту Вармінсько-Мазурського воєводства.
Населення — 41 особа (2011).

## Демографія
Демографічна структура станом на 31 березня 2011 року:
|          | Загалом | Допрацездатний вік | Працездатний вік | Постпрацездатний вік |
| -------- | ------- | ------------------ | ---------------- | -------------------- |
| Чоловіки | 20      | 6                  | 13               | 1                    |
| Жінки    | 21      | 2                  | 14               | 5                    |
| Разом    | 41      | 8                  | 27               | 6                    |